# Antirrhinum linkianum
Antirrhinum linkianum är en grobladsväxtart. Antirrhinum linkianum ingår i släktet lejongapssläktet, och familjen grobladsväxter.

## Underarter
Arten delas in i följande underarter:
- A. l. cirrhigerum
- A. l. linkianum